# Битва при Сфактерії
Битва при Сфактерії — сухопутна битва під час Пелопоннеської війни, яка велася в 425 році до нашої ери між Афінами та Спартою. Після битви при Пілосі та подальших мирних переговорів, які провалилися, кілька спартанців
опинились на острові Сфактерія. Афінські сили під командуванням Клеона і Демосфена атакували і змусили їх здатися.

## Огляд
Після невдалих мирних переговорів Демосфен спочатку намагався вибити голодом спартанців на Сфактерії, але не зміг достатньо щільно заблокувати острів. В Афінах були стурбовані тим, що наближення зими вимагатиме відмови від блокади, якщо не вдасться швидко вийти з глухого кута. Політик Клеон вивів підкріплення з Афін і об'єднався з Демосфеном, потім афіняни почали штурм Сфактерії. Висадившись великою силою на слабко захищеній точці, афіняни затопили берегову оборону та рушили вглиб острову, переслідуючи спартанців, використовуючи луки та списи, щоразу, коли вони намагалися вступити в боротьбу з афінськими гоплітами. Спартанці відступили до північного краю острова та окопалися за своїми укріпленнями, але коли мессенському генералу Комону вдалося вивести свої війська через, здавалося, непрохідну місцевість у їхній тил, спартанці здалися.
Захоплення Афінами понад 292 гоплітів (120 з яких були спартанцями) радикально змінило баланс сил у війні. Афіни погрожували стратити своїх полонених, якщо Спарта вторгнеться в Аттику, і таким чином було припинено щорічні вторгнення, які відбувалися з моменту оголошення війни. Афіни, тим часом, зі збільшеним престижем і впевненістю, продовжували війну з більшою енергією та ініціативою протягом кількох років, повернувшись за стіл переговорів лише після низки поразок, які підірвали їх позиції.

## Прелюдія та ранні ходи
Після битви при Пілосі, яка призвела до ізоляції понад 400 спартанських солдатів на острові Сфактерія, Спарта просила про мир і, домовившись про перемир'я в Пілосі, здавши кораблі пелопоннеського флоту як забезпечення, послала посольство до Афіни домовитися про врегулювання. Ці переговори, однак, виявилися безрезультатними, і з новиною про їх невдачу перемир'я закінчилося; однак афіняни відмовилися повернути пелопоннеські кораблі, стверджуючи, що під час перемир'я їхні укріплення атакували.  Військові дії негайно поновилися, афіняни вдень і вночі охороняли острів від спроб порятунку або поповнення припасів.
Демосфен, командуючи військом у Пілосі, спочатку планував виморити спартанців голодом, а не атакувати їх, але з часом стало ясно, що спартанці зможуть протриматися довше, ніж очікувалося. Пропонуючи свободу ілотам і грошову винагороду вільним людям, які добровільно возили б їжу на острів, спартанці змогли принести невеликий, але важливий потік їжі. Деякі з цих чоловіків дісталися острова, підійшовши з боку моря вночі в негоду; інші пливли під водою, тягнучи мішки з їжею. Тим часом афіняни часто відчували нестачу пайків, і вся армія була змушена залежати від одного джерела прісної води. У цих несприятливих обставинах афіняни почали сумніватися, що вони зможуть вирішити проблему шляхом облоги до того, як зима змусить їх зняти блокаду.

## Дебати в Афінах
Це падіння стану стало джерелом великого занепокоєння в Афінах, рішення відхилити мирну пропозицію Спарти стало предметом великого жалю в народі. Відзначаючи такий поворот громадської думки, Клеон, який був основним прихильником відмови від мирної пропозиції, стверджував, що звіти, принесені з місця події, мабуть, є неточними. Коли Нікій, його політичний опонент і стратег того року, запропонував надіслати комісію, до складу якої входив Клеон, для перевірки звітів з Пілоса, Клеон напав на нього за пропозицію згаяти час, який слід було витратити на атаку. Нікій протиставив цю риторичну позицію, запропонувавши залишитися осторонь як генерал і дозволити Клеону взяти командування експедиційним корпусом у Пілос. Хоча він не мав повноважень робити цю пропозицію, збори, охоплені ентузіазмом моменту, підтримали його, закликаючи Клеона підкріпити свої слова діями.
Клеон, ймовірно, знав, що напад на Пілос вже планується, оскільки він, імовірно, спілкувався з Демосфеном, але як тільки він зрозумів, що пропозиція Нікія була чимось більшим, ніж риторичний трюк, він спробував відмовитися від свого виклику. Натовп, однак, відмовився дозволити це, і Клеон зрештою був змушений прийняти командування. Знову зайнявши сміливу позицію, яку він зайняв на початку дебатів, Клеон проголосив, що з тією силою, яка йому була дана, він або вб’є, або захопить спартанців протягом двадцяти днів. Призначивши Демосфена своїм напарником у командуванні, він вирушив з Афін із силою, що складалася з афінських моряків і кораблів, на борту яких були союзні пельтасти та лучники.

## Атака на сфактерії

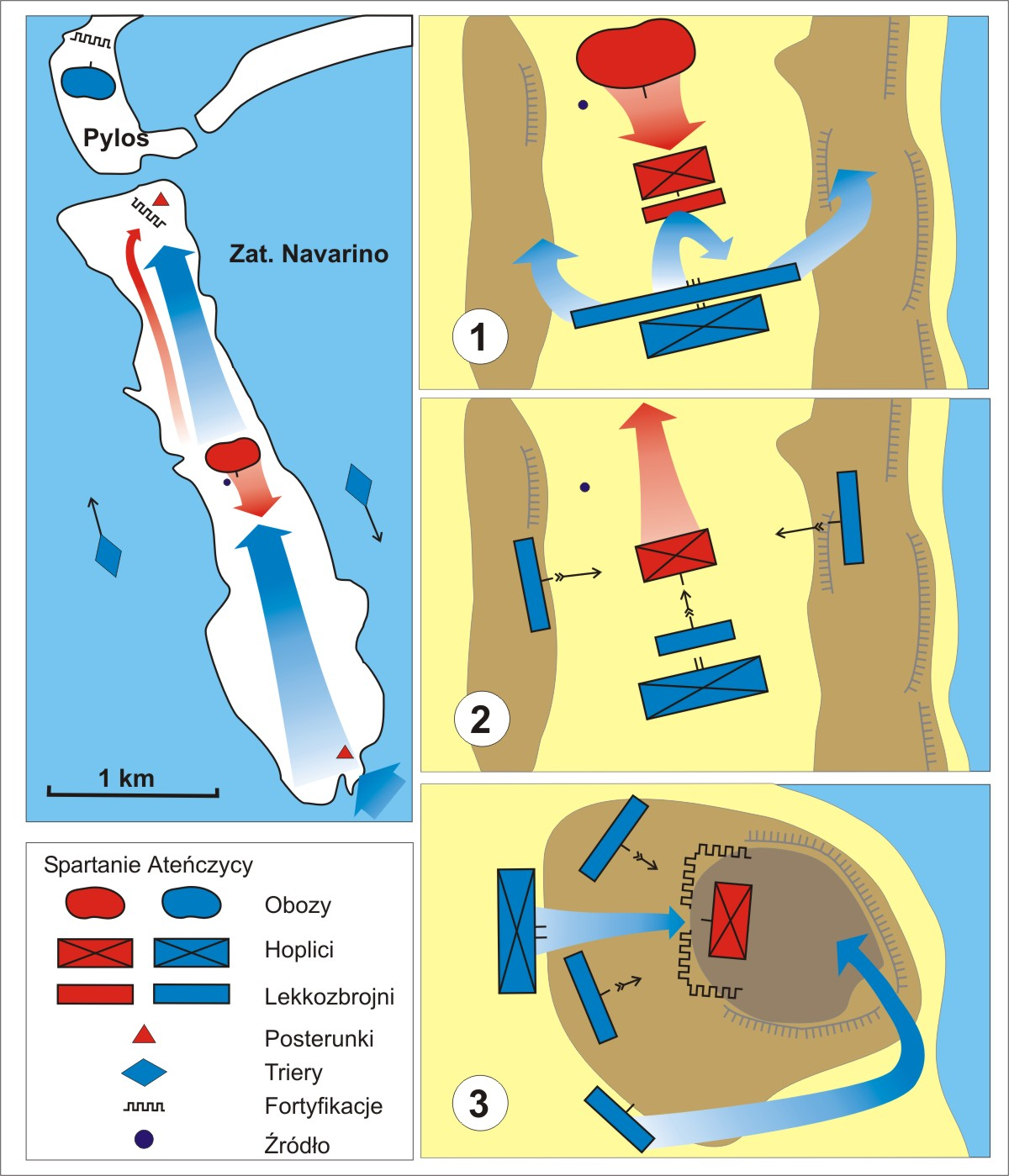
План битви Сфактерії

Демосфен вже планував атаку на Сфактерію, оскільки складність обставин, у яких перебували його люди, змусила його засумніватися в життєздатності тривалої облоги. Крім того, пожежа на острові, яку розпалили спартанські моряки, щоб приготувати їжу далеко від багатолюдних меж Пілоса, оголила острів від рослинності та дозволила Демосфену вивчити контури острова та розташування захисників на острові. Побачивши, що лише тридцять спартанців були призначені для охорони південного краю острова, подалі від Пілоса, Демосфен однієї ночі висадив 800 гоплітів як на морському, так і на сухопутному боках острова. Спартанський гарнізон, вважаючи, що афінські кораблі лише причалювали на своїх звичайних нічних вахтах, був застигнутий зненацька та вбитий. На світанку залишок афінських сил виплив на берег; це включало близько 2000 легких військ ( псилоїв ) і лучників ( токсотаїв ) і близько 8000 веслярів з флоту, озброєних будь-якою зброєю, яку можна було знайти.
Спартанці під керівництвом свого командувача Епітада намагалися вступити в боротьбу з афінськими гоплітами та відтіснити їхніх ворогів назад у море, але Демосфен сформував свої легкоозброєні війська в ротах приблизно з 200 чоловік, щоб зайняти височини та турбувати ворога вогоняними стрілами, коли вони наближалися. Коли спартанці кинулися на своїх ворогів, легкі війська, не обтяжені важкими обладунками гоплітів, легко змогли втекти в безпечне місце; пил і попіл від нещодавньої пожежі, викликані хвилюванням, ще більше посилили скрутне становище спартанців. Не маючи змоги просунутися вперед, спартанці в деякому замішанні відійшли до північного краю острова, де вони окопалися за своїми укріпленнями та сподівалися втриматися. На деякий час зайшла тупикова ситуація, коли афіняни безуспішно намагалися витіснити спартанців з їхніх сильних позицій. У цей момент до Демосфена підійшов командувач мессенським загоном у складі афінських військ Комон і попросив дати йому війська, з якими він міг би рухатися по, здавалося б, непрохідній місцевості вздовж берега острова. Його прохання було задоволено, і Комон повів своїх людей у спартанський тил дорогою, яка була залишена без охорони через її грубість. Коли він вийшов зі своєю силою, спартанці, не вірячи собі, покинули свою оборону; афіняни захопили підступи до фортеці, і спартанські війська опинилися на межі знищення.

## Капітуляція та наслідки
У цей момент Клеон і Демосфен відмовилися продовжувати атаку, вважаючи за краще взяти в полон якомога більше спартанців. Афінський герольд запропонував спартанцям шанс здатися, і спартанці, кинувши свої щити, нарешті погодилися на переговори. Клеон і Демосфен зустрілися зі спартанським полководцем Стіфоном (спочатку Стіфон був третім командувачем, але Епітад був убитий, а його перший наступник був важко поранений і залишений мертвим). Стіфон попросив послати вісника на материк, щоб отримати пораду; афіняни відмовилися дозволити будь-кому з захоплених чоловіків піти, але дозволили стільки герольдів з материка, скільки було потрібно, щоб прийти туди й назад. Кілька гінців так і зробили, останній з яких залишив Стіфон із повідомленням: «Спартанці наказують вам приймати рішення самостійно, якщо ви не зробите нічого ганебного». Стіфон і його люди, не маючи надії на перемогу чи втечу, здалися. З 440 спартанців, які перейшли до Сфактерії, 292 вижили, щоб здатися; з них 120 були чоловіками елітного спартіатського класу.
«Результат, — зазначив Дональд Каган, — сколихнув грецький світ». Вважалося, що спартанці ніколи не здадуться. Тепер, маючи в руках спартійських заручників, афіняни висунули ультиматум; будь-яке вторгнення в Аттику призвело б до страти їхніх полонених. Вперше з початку війни афіняни могли безпечно обробляти свій урожай. У Пілосі було встановлено мессенський гарнізон, і ці люди, здійснюючи набіги на країну, яка колись була їхнім домом, завдали значної шкоди спартанцям і спровокували дезертирство багатьох ілотів . В Афінах Клеон, виконавши свою, здавалося б, божевільну обіцянку, став людиною часу; йому було надано харчування за рахунок держави в пританеумі (така ж нагорода, яку надають олімпійським чемпіонам), і більшість учених вбачають його роль у законодавстві наступних місяців, найвидатнішим пунктом якого було збільшення збору данини з імперії.  Сфактерії змінили характер війни. Наступні кілька років побачимо нові агресивні Афіни, і знадобиться низка афінських невдач, щоб послабити імпульс, який надала капітуляція, і змусити обидві сторони сісти за стіл переговорів Нікійський мир у 421 році до н. е.
Фукідід каже, що тільки з перемогою в битві при Мантінеї в 418 р. до н. е. Спарта «зняла всі докори, висунуті проти неї еллінами, чи то за боягузтво, чи то за катастрофу на острові, чи за некомпетентність і відсутність рішення в інших випадках».